# Neptun-klass
Neptun-klass var en ubåtsklass bestående av tre ubåtar tillhörande den svenska flottan. De byggdes på Kockums Mekaniska Verkstads AB som ersättare för den 15 år gamla HMS Valen och som komplement till de tre minubåtarna av Delfinen II-klassen.
Ubåtarna i Neptun-klassen blev kopior av den nästan 10 år äldre Delfin-klassen, utom förskeppet, som i sina grunddrag verkade härstamma från ritningarna till ubåten HMS Sjölejonet. Med denna konstruktion kunde marinens behov av fler minläggande ubåtar tillgodoses relativt snart (1943). Samtidigt fick den nya enheten ökad slagkraft genom tillförsel av ytterligare en förlig torpedtub och däckskanonerna blev smidigare och lättare att hantera än de hade varit på den äldre Delfinen. En klar bonus var också den nya minläggningsanordningen, som Hilding Hillander utarbetade.
År 1951 byggdes ubåtarna av Neptun-klass om och fick nytt torn samt snorkel, samtidigt som närluftvärnet togs bort. Efter utrangering såldes de 1970 för skrotning i Ystad.